# Russie du Sud (1919-1920)
Ne doit pas être confondu avec Russie du Sud.

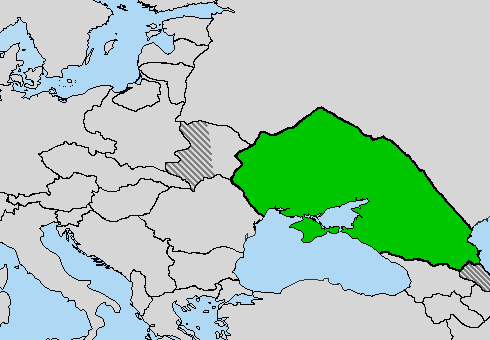

La Russie du Sud (en russe : Юг Росси́и, romanisé : Yug Rossii), également connue sous le nom de Sud blanc (en russe : Белый Юг, romanisé : Bely Yug) était un quasi-État militaire de courte durée qui a existé en Europe de l’Est pendant le front sud de la guerre civile russe de 1919 à 1920.

## Histoire
La Russie du Sud a été créée le 8 janvier 1919 par le mouvement blanc après la réorganisation de ses forces armées sur le front sud, composé de territoires sous leur contrôle en Ukraine, en Crimée, au Kouban, dans le Caucase du Nord, dans la région de la Terre noire, dans la Basse-Volga et dans la région du Don. La Russie du Sud était un État militaire anti-bolchevique sous les forces armées de la Russie du Sud dirigées par le général Anton Dénikine, et ses frontières étaient indéfinies, changeant en fonction des victoires ou des défaites contre l’Armée rouge. En mars 1920, Dénikine établit le gouvernement de la Russie du Sud à Novorossiysk, une tentative de gouvernement civil avec le Commandement général des forces armées de la Russie du Sud servant d’organe législatif. Moins d’un mois plus tard, les Blancs furent forcés d’évacuer Novorossiysk, les forces armées de la Russie du Sud et son gouvernement furent dissous. Dénikine démissionna et délégua le pouvoir au général Piotr Wrangel, qui établit le nouveau gouvernement de la Russie du Sud à Sébastopol et la nouvelle armée russe, communément appelée l’armée de Wrangel en avril.
Au milieu de l’année 1920, le territoire de la Russie du Sud s’était replié au profit du bastion blanc en Crimée, un endroit hautement défendable qui avait repoussé plusieurs offensives rouges. Les Blancs furent battus lors du siège de Perekop en novembre 1920, perdant le très stratégique isthme de Perekop et laissant la Crimée vulnérable à l’invasion rouge. Wrangel ordonna l’évacuation de la Crimée, mettant ainsi fin à son gouvernement et au front sud et consacrant la victoire rouge. La Russie du Sud a cessé d’exister et son territoire a été divisé entre la Russie soviétique, la République socialiste soviétique d’Ukraine et le territoire contrôlé par l’Armée révolutionnaire insurrectionnelle ukrainienne de Nestor Makhno.

### Source
- (en) Cet article est partiellement ou en totalité issu de l’article de Wikipédia en anglais intitulé « South Russia (1919–1920) » (voir la liste des auteurs).